# Ceramius gessi
Ceramius gessi är en stekelart som beskrevs av Mauss 1999. Ceramius gessi ingår i släktet Ceramius och familjen Masaridae. Inga underarter finns listade.